# Distrito de Gulbarga
Gulbarga (en canarés; ಗುಲಬರ್ಗಾ ಜಿಲ್ಲೆ ) es un distrito de India, en el estado de Karnataka . 
Comprende una superficie de 10 951 km².
El centro administrativo es la ciudad de Gulbarga.

## Demografía
Según el censo de 2011 contaba con una población total de 2 564 892 habitantes.